# Le Crime de Cuenca
Pour plus de détails, voir Fiche technique et Distribution.
Le Crime de Cuenca (El crimen de Cuenca) est un film espagnol réalisé par Pilar Miró et sorti en 1980.
Présenté au 30e Festival de Berlin, le film s'inspire de faits judiciaires réels. Achevé fin 1979, il fera l'objet d'une censure momentanée alors que l'ouvrage éponyme, due à la scénariste Dolores Salvador Maldonado (es), ne sera frappé d'aucun interdit.

## Synopsis
Le 21 août 1910, un berger, débile léger, José María Grimaldos, surnommé El cepa (Le Cep) est aperçu pour la dernière fois sur la route menant de la commune de Osa de la Vega à Tresjuncos, dans la province de Cuenca (Castille-La Manche). La famille de celui-ci, très inquiète, alerte les autorités policières. Deux bergers, Gregorio Valero et León Sánchez, sont suspectés en septembre 1911. L'affaire est pourtant close, faute de preuves suffisantes. En 1913, le juge Isasa fait rouvrir le dossier : Gregorio et León sont incarcérés par la Guardia Civil. Soumis à des interrogatoires serrés suivis de tortures, les deux hommes finissent par avouer un meurtre imaginaire. Le procureur requiert la peine de mort. Mais, en mai 1918, un jury populaire inflige dix-huit ans de prison aux deux condamnés. Après onze ans d'emprisonnement, Gregorio et León sont libérés dans le cadre d'une loi d'amnistie générale (février 1924). Deux ans plus tard, au début de l'année 1926, José María Grimaldos est découvert vivant dans un village voisin. Au cours d'un processus judiciaire plutôt long, les condamnations seront annulées par la Cour suprême.

## Fiche technique
- Titre : Le Crime de Cuenca
- Titre original : El crimen de Cuenca
- Réalisation : Pilar Miró
- Scénario : Dolores (Lola) Salvador Maldonado et Pilar Miró, d'après une idée de Juan Antonio Porto
- Photographie : Hans Burman
- Format : Eastmancolor - 1,66 : 1
- Montage :  José Luís Matesanz
- Son : José Nogueira, Francisco Peramos
- Musique : Antón García Abril
- Décors : Fernando Sáenz
- Production : Alfredo Matas pour In-cine Compañia Industrial et Jet Films
- Pays d'origine :  Espagne
- Langue originale : espagnol
- Durée : 88 minutes
- Sorties : Février 1980 au Festival de Berlin ; 17 août 1981 à Madrid ; 21 mars 1984 en France.

## Distribution
- Daniel Dicenta : Gregorio Valero
- José Manuel Cervino : León Sánchez
- Amparo Soler Leal : « La Varona »
- Héctor Alterio : le juge Isasa
- Fernando Rey : Martínez de Contreras
- Mary Carrillo : Juana
- Guillermo Montesinos : José María Grimaldos, « El cepa »
- Mercedes Sampietro : Alejandra

## Autour du film
Le "crime" de Cuenca engendra une autre affaire, celle relative à la censure qui frappa le film de Pilar Miró. Alors que la parution de l'ouvrage éponyme, écrit par Lola Salvador, s'effectua normalement à la mi-décembre 1979, le film fut, au même moment, retenu. On lui reprochait de contenir des scènes constitutives de délit et son dossier fut transmis au Ministère de la Justice. En outre, le Tribunal militaire lança le 2 février 1980 un ordre de séquestre sans même que le producteur et la réalisatrice en furent avertis. Le 15 avril, l'instance précité intentait un procès à Pilar Miró pour injures à la Guardia Civil. La réalisatrice espagnole « dut supporter un procès kafkaïen de censure mal cachée avant de pouvoir projeter son film. » « La presse se fit l'écho de ce que cette condamnation avait de choquant : il ne s'agissait nullement de protéger la sensibilité du public, mais de "défendre les bourreaux". C'est-à-dire, en d'autres termes, que les autorités militaires craignaient l'assimilation dans l'opinion publique entre les tortures exercées par quelques-uns et l'attitude de la totalité de l'illustre Corps d'Armée. » De plus, en 1979, la censure ayant disparu en Espagne depuis deux ans, la réalisatrice, en accord avec son producteur, ne prit aucune précaution et traita le sujet suivant « un code de représentation réaliste. » D'ailleurs, « Pilar Miró se défendit en disant que le scénario (écrit avec Lola Salvador) était le produit d'une enquête détaillée et que les faits racontés étaient minutieusement documentés. »
Finalement, à la suite d'une grande vague de solidarité, le film put enfin sortir sur les écrans à la mi-août 1981 en Espagne. « Comme précaution supplémentaire, on ajouta, avant le générique du début, l'inscription suivante : Ce film à caractère historique relate des faits survenus voilà plus de 65 ans, qui firent l'objet d'un procès et d'une sentence. Cette dernière fut révisée et annulée par la Cour d'appel. Le film ne comporte aucune intention d'offense à une quelconque personne, province, institution ou à un Corps de l'État, qui tous méritent le plus grand respect des citoyens. »
Le film de Pilar Miró, précédé d'une immense campagne médiatique, obtint un exceptionnel succès public : El crimen de Cuenca était, en 1993, placé en dixième position au box-office du cinéma espagnol, avec 461 millions de pesetas. « Ce qui, avec le recul des années, pourrait légitimement être un sujet de satisfaction », estime Françoise Heitz, biographe de Pilar Miró.